# 1733
- Wikisource

| Calendário gregoriano                                                        | 1733 MDCCXXXIII                      |
| Ab urbe condita                                                              | 2486                                 |
| Calendário arménio                                                           | 1182 – 1183                          |
| Calendário bahá'í                                                            | -111 – -110                          |
| Calendário budista                                                           | 2277                                 |
| Calendário chinês                                                            | 4429 – 4430 Início a 14 de fevereiro |
| Calendário copta                                                             | 1449 – 1450                          |
| Calendário etíope                                                            | 1725 – 1726                          |
| Calendários hindus - Vikram Samvat - Calendário nacional indiano - Cáli Iuga | 1788 – 1789 1654 – 1655 4833 – 4834  |
| Calendário Holoceno                                                          | 11733                                |
| Calendário islâmico                                                          | 1146 – 1147                          |
| Calendário judaico                                                           | 5493 – 5494                          |
| Calendário persa                                                             | 1111 – 1112                          |
| Calendário rúnico                                                            | 1983                                 |
| Calendário solar tailandês                                                   | 2276                                 |

1733 (MDCCXXXIII, na numeração romana)  foi um ano comum do século XVIII do actual Calendário Gregoriano, da Era de Cristo, e a sua letra dominical foi D (53 semanas), teve início a uma quinta-feira e terminou também a uma quinta-feira.
| Ano completo                        |
| ----------------------------------- |
| Ano comum com início à quinta-feira |

## Eventos

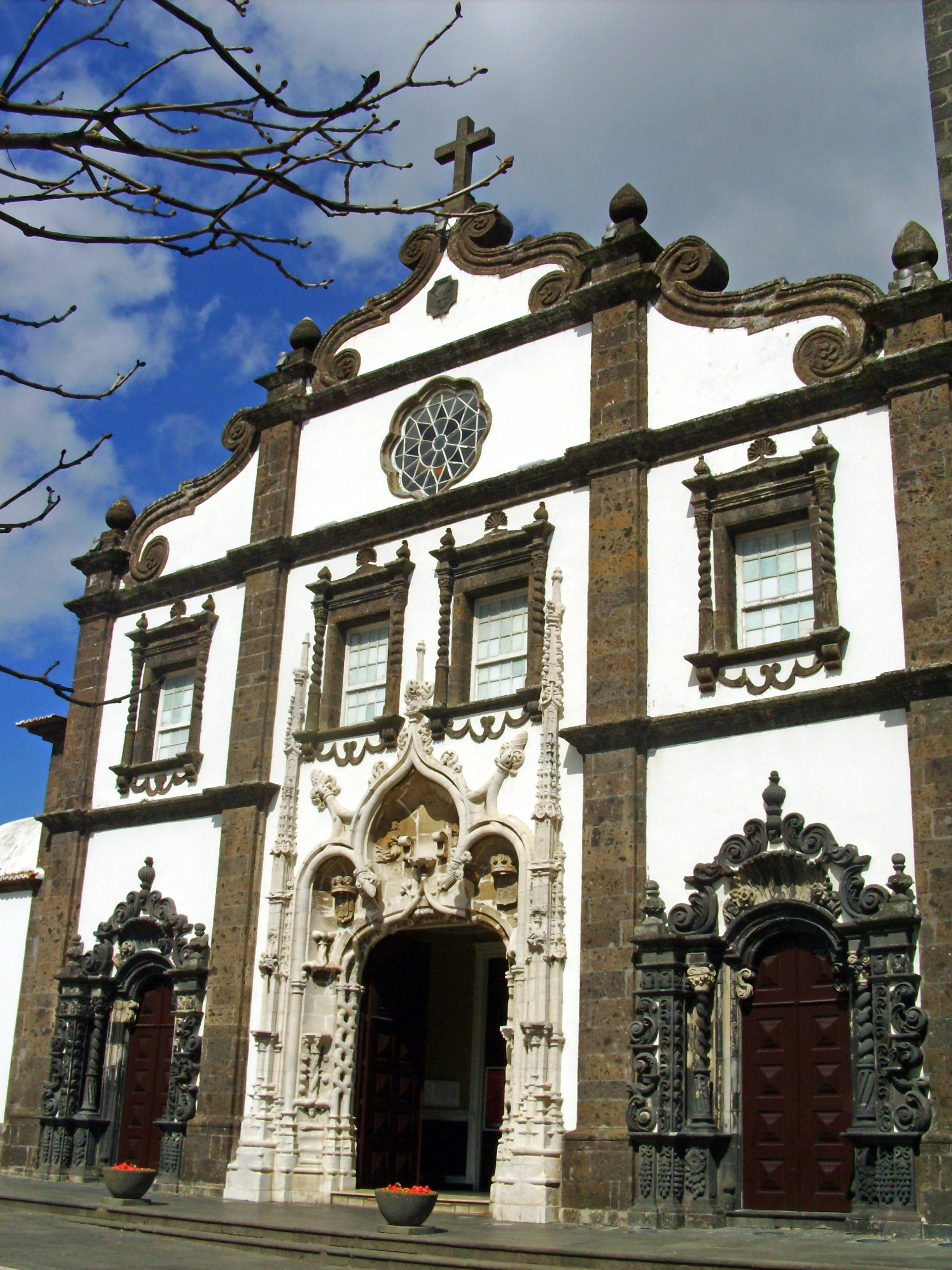
Igreja de São Sebastião, matriz da cidade de Ponta Delgada, Ilha de São Miguel, Açores.

### Fevereiro
- 12 de fevereiro - James Oglethorpe, general e colono britânico, funda Savannah, que torna-se a capital da Província da Geórgia.

### Março
- 13 de Março - Autorização episcopal para a reconstrução da Igreja de São Pedro de Ponta Delgada, ilha de São Miguel, Açores.

### Novembro
- 25 de Novembro - Autorização episcopal para a reconstrução da Igreja de São Sebastião, matriz de Ponta da Fruta, ilha de São Miguel.

## Nascimentos
- 13 de Março - Joseph Priestley, cientista inglês, descobridor do oxigênio.
- 3 de Outubro - * Diogo Inácio de Pina Manique, Intendente da Polícia e Desembargador do Paço, entre outros cargos (m. 1805).

## Mortes
- 9 de Abril - Dom Frei Bartolomeu do Pilar, O. Carm., 1º Bispo do Pará.
- Agosto - Pieter van der Aa, geógrafo, livreiro e editor neerlandês, n. 1659.
- 10 de janeiro - Morre D. Manuel Álvares da Costa, nascido em 24 de Agosto de 1651, o 19.º bispo da Diocese de Angra, onde exerceu entre 1721 e 1733.